# کارکوئیدگین
کارکوئیدگین شهری در شهرستان ساپونه در استان بازگا در بورکینافاسوی مرکزی است و جمعیت آن ۲۲۷۵ نفر است.